# Microgaster desertorum
Microgaster desertorum är en stekelart som först beskrevs av Telenga 1955.  Microgaster desertorum ingår i släktet Microgaster och familjen bracksteklar. Inga underarter finns listade i Catalogue of Life.